# متیو لافون
متیو لافون (انگلیسی: Mathieu Lafon؛ زادهٔ ۱ مارس ۱۹۸۴) بازیکن فوتبال اهل فرانسه است.
از باشگاه‌هایی که در آن بازی کرده‌است می‌توان به باشگاه ورزشی مون‌پلیه و باشگاه فوتبال کن اشاره کرد.